# Arbana Osmani
Arbana Osmani, född 7 maj 1983 i Tirana, är en albansk TV- och radioprogramledare och journalist som är mest känd som programledare för Big Brother Albania.
Osmani inledde sin karriär 2000 som journalist för tidskriften Intervista (grundad i juli 1992). Senare började hon arbeta för Top Media, inledningsvis som radiopratare.
Sedan 2008 har hon varit programledare för Albaniens mest sedda dokusåpa, Big Brother Albania. Hon har även varit programledare för och samproducerat Top Fest. Hon har även varit programledare för barnprogrammet 1001 Pse?.
I september 2014 ryktades det att Osmani skulle komma att vara programledare för Festivali i Këngës 53, Albaniens största årliga musiktävling i vilken man vanligtvis utser landets representant i Eurovision Song Contest följande vår.